# Сейєдабад (Магаллат)
Сейєдабад (перс. سيداباد) — село в Ірані, у дегестані Бакерабад, в Центральному бахші, шахрестані Магаллат остану Марказі. За даними перепису 2006 року, його населення становило 0 осіб.

## Клімат
Середня річна температура становить 15,88°C, середня максимальна – 34,64°C, а середня мінімальна – -6,38°C. Середня річна кількість опадів – 198 мм.
| Клімат поселення                              | Клімат поселення | Клімат поселення | Клімат поселення | Клімат поселення | Клімат поселення | Клімат поселення | Клімат поселення | Клімат поселення | Клімат поселення | Клімат поселення | Клімат поселення | Клімат поселення | Клімат поселення |
| Показник                                      | Січ.             | Лют.             | Бер.             | Квіт.            | Трав.            | Черв.            | Лип.             | Серп.            | Вер.             | Жовт.            | Лист.            | Груд.            |                  |
| Середній максимум, °C                         | 11,19            | 14,55            | 18,88            | 24,70            | 29,22            | 33,22            | 34,64            | 33,64            | 29,58            | 23,66            | 17,49            | 11,26            |                  |
| Середня температура, °C                       | 2,42             | 5,75             | 10,08            | 15,91            | 20,43            | 24,45            | 28,18            | 27,18            | 23,14            | 17,21            | 11,03            | 4,81             |                  |
| Середній мінімум, °C                          | −6,38            | −3,03            | 1,30             | 7,12             | 11,64            | 15,63            | 21,72            | 20,72            | 16,67            | 10,76            | 4,59             | −1,64            |                  |
| Норма опадів, мм                              | 35               | 32               | 35               | 23               | 14               | 2                | 1                | 1                | 0                | 8                | 19               | 28               |                  |
| Середньомісячна швидкість вітру, м/с          | 1.90             | 2.11             | 2.80             | 3.12             | 3.00             | 2.72             | 2.80             | 2.58             | 2.30             | 2.28             | 1.80             | 1.71             |                  |
| Середньомісячна сонячна радіація, кДж/м²·день | 9617             | 12908            | 15538            | 18836            | 22571            | 26472            | 25707            | 24233            | 21258            | 15946            | 11540            | 9375             |                  |
| --------------------------------------------- | ---------------- | ---------------- | ---------------- | ---------------- | ---------------- | ---------------- | ---------------- | ---------------- | ---------------- | ---------------- | ---------------- | ---------------- | ---------------- |
| Джерело:                                      |                  |                  |                  |                  |                  |                  |                  |                  |                  |                  |                  |                  |                  |